# Futbola Klubs Auseklis
Il Futbola Klubs Auseklis, noto più semplicemente come Auseklis, è stata una società calcistica lettone con sede nella città di Daugavpils.

## Storia
Fondato negli anni quaranta con il nome di Daugava Daugavpils, cambiò spesso denominazione: tra il 1952 e il 1954 fu nota come SKŽD Daugavpils, mentre tra il 1955 e il 1958 semplicemente Daugavpils.
Usò il nome di Celtnieks Daugavpils' (in russo Строитель?, Stroitel) in tre differenti periodi: 1959-1962, 1970-1972 e 1985-1991.
Nel 1968 divenne Lokomotive e, due anni più tardi, Ķīmiķis; vinse con questa denominazione due campionati sovietici lettoni, nel 1978 e nel 1980, e due Coppe di Lettonia, nel 1976 e nel 1979.
Con la ritrovata indipendenza della Lettonia nel 1992 ha militato in Virslīga, cambiando denominazione in BJFK Daugavpils, mentre dall'anno successivo assunse la denominazione finale di Auseklis. Dopo aver concluso la Virslīga 1994 al nono posto, il club fallì: il suo posto fu preso dal Vilan-D, in seguito noto come Dinaburg.

## Strutture

### Stadio
Disputava le partite casalinghe nello Stadio Celtnieks di Daugavpils (4.100 posti).

## Palmarès

### Competizioni nazionali
- Campionato sovietico lettone: 2

1978, 1980
- Coppa Lettone Sovietica: 2

1976, 1979